# Widder Salamon
Widder Salamon (Nyitra, 1880. február 19. – Haifa, 1951) tanár, hebraista, irodalomtörténész. Testvére Giszkalay János író, költő.

## Élete
Widder Sámi és Rozenzweig Sarolta fia. Tanulmányait a Budapesti Tudományegyetemen végezte, ahol magyar-német szakon nyert tanári oklevelet. 1908-tól a Zsidó Fiúárvaház polgári iskolájában, 1911-ben a budapesti zsidó polgári iskolában tanított. 1919 és 1947 között a Pesti Izraelita Hitközség gimnáziumának német-magyar tanára volt. Élete utolsó évét Izraelben töltötte. Munkatársa volt a Szombat és a Hitközségi szemle című lapoknak és több külföldi folyóiratnak. Szerkesztetője volt a Magyar zsidó lexikonnak. Összeállította a Kaufmann-gyűjtemény Geniza töredékek költői anyagának teljes tudományos katalógusát, amely ma a Magyar Tudományos Akadémia Keleti Könyvtárának része. Kiadta belőlük 1941-ben az első héber költő, Jánnáj ismeretlen kompozícióit, s megtalálta benne Mózes ibn Ezra 700 éve elveszettnek hitt költeményét.

## Családja
Házastársa Rosenbaum Sarolta (1885–?) volt, akit 1912. június 27-én Budapesten, a Józsefvárosban vett nőül.
Lánya Widder Éva (1914–?), akinek férje Lőwinger Albert kereskedő.

## Művei
- Csokonai mint nyelvújító (1908)
- Hákkria haivrith (Héber olvasókönyv két részben, Budapest, 1923)
- Héber ragozási minták (Budapest, 1923)
- Praeparációk a haftórákhoz (Budapest, 1928)
- A héber nyelvújítás (Budapest, 1933)